# 스쿨걸 좀비헌터
스쿨걸 좀비헌터(일본어: スクールガールゾンビハンター, SG/ZH School Girl/Zombie Hunter)는 슈팅 게임의 하나이다. 2017년 1월 12일에 일본에서 출시되었다. 좀비 패닉 슈팅 액션(ゾンビパニック・シューティングアクション)이라는 타이틀로 설명되고 있으며 오네짱바라 비디오 게임 시리즈에 속하는 것으로 간주되며 사실상 동일한 우주관을 공유한다. 그러나 오네짱바라의 게임들과 달리 이 게임은 좀비에게 공격을 당하는 사립 기관을 배경으로 하며 5명의 소녀들이 생존을 위해 싸워야 한다.

## 평가
| 평가 |              |
| --- | ------------ |
| 통합 점수 통합사 점수 메타크리틱 (PS4) 59/100 [ 3 ] 평론 점수 평론사 점수 디스트럭토이드 7/10 [ 4 ] 푸시 스퀘어 [ 5 ] |              |
| 통합 점수 |              |
| 통합사 | 점수         |
| 메타크리틱 | (PS4) 59/100 |
| 평론 점수 |              |
| 평론사 | 점수         |
| 디스트럭토이드 | 7/10         |
| 푸시 스퀘어 | [ 5 ]        |